# Ranunculus tembensis
Ranunculus tembensis är en ranunkelväxtart som beskrevs av Johann Baptist Georg Wolfgang Fresenius. Ranunculus tembensis ingår i släktet ranunkler, och familjen ranunkelväxter. Inga underarter finns listade i Catalogue of Life.